# Lakhisarai (Distrikt)
Der Distrikt Lakhisarai (Hindi लखीसराय जिला, Urdu لکھی سرائے) ist ein Distrikt im indischen Bundesstaat Bihar. Verwaltungssitz ist die Stadt Lakhisarai.

## Geographie
Der Distrikt liegt südlich-zentral in Bihar in der Schwemmebene, die vom Ganges und seinen Nebenflüssen gebildet wird. Der Ganges bildet zum Teil auch die nördliche Distriktgrenze. Die angrenzenden Distrikte sind Munger im Osten, Sheikhpura und Nalanda im Westen, Patna und Begusarai im Norden sowie Jamui im Süden. Das Terrain kann grob in das Hügelland im Südosten (Höhen von 250 bis 500 m), die Ebenen im Süden und die Überschwemmungsgebiete nahe dem Ganges (Höhen von 25 bis 65 m) eingeteilt werden. Letztere werden regelmäßig während der Monsunperiode größtenteils überschwemmt, bieten aber trotzdem in den anderen Jahreszeiten fruchtbares Ackerland. Das Klima ist durch den Monsun bestimmt und weist erhebliche jahreszeitliche Temperaturschwankungen auf. Im Januar kann das Thermometer bis auf 4 °C fallen und im Mai werden Temperaturen bis zu 45 °C erreicht. Der Jahresniederschlag liegt bei etwa 1170 mm, wovon etwa 85 % während der Zeit des Südwestmonsuns zwischen Juni und September fallen.

## Geschichte
Während der Zerfallsphase des Mogulreichs im 18. Jahrhundert machten sich die Nawabs von Bengalen von Delhi praktisch unabhängig. Diese Unabhängigkeit währte jedoch nicht lange, da die Britische Ostindien-Kompanie nach der Schlacht bei Plassey 1757 den größten Teil Bengalens annektierte. Nach der ebenfalls für die Ostindien-Kompanie siegreich verlaufenen Schlacht bei Buxar 1764 kam auch der größte Teil Bihars unter ihre Herrschaft. Im Jahr 1812 wurde der Verwaltungsdistrikt Munger (in historischer Schreibweise Monghyr) eingerichtet, der große Teile des südlichen Bihars umfasste, darunter auch das Gebiet Lakhisarais. Nach der Unabhängigkeit Indiens 1947 kam der Distrikt Munger zum Bundesstaat Bihar. Am 3. Juli 1994 wurde Lakhisarai von Munger abgetrennt und ein eigener Distrikt.

## Bevölkerung
Die Einwohnerzahl lag bei der Volkszählung 2011 bei 1.000.912. Die Bevölkerungswachstumsrate im Zeitraum von 2001 bis 2011 betrug 24,77 % und lag damit sehr hoch. Lakhisarai hatte ein Geschlechterverhältnis von 902 Frauen pro 1000 Männer und damit einen Männerüberschuss. Der Distrikt wies eine Alphabetisierungsrate von 62,4 % im Jahr 2011 auf, entsprechend einer Steigerung um knapp 15 Prozentpunkte gegenüber dem Jahr 2001. Die Alphabetisierung lag damit etwa im Durchschnitt Bihars (61,80 %) aber unter dem nationalen Durchschnitt (74,04 %). Knapp 96 % der Bevölkerung waren Hindus und rund 4 % Muslime.
14,3 % der Bevölkerung lebten 2011 in Städten.

## Wirtschaft
Die Landwirtschaft bildet den wichtigsten Erwerbszweig. Etwa 77.000 ha werden landwirtschaftlich genutzt, und davon etwa 51.000 ha mit mehr als einer Ernte pro Jahr. Hauptsächlich angebaut werden Reis (Kharif), Weizen (Rabi) und Hülsenfrüchte (Rabi).